# Opius phytobiae
Opius phytobiae är en stekelart som beskrevs av Fischer 1959. Opius phytobiae ingår i släktet Opius och familjen bracksteklar. Inga underarter finns listade i Catalogue of Life.